# Ulus bulgare
L'ulus bulgare (également terre bulgare, région bulgare,, vilayat bulgare, ulus bulgare) est une unité administrative (oulous) de la Horde d'or sur le territoire de la l'ancienne Bulgarie de la Volga, dont le centre était la ville de Bolgar, qui a existé de la première moitié du XIIIe siècle jusqu'au début du XVe siècle.

## Structure étatique et khans des ulus
Le pouvoir le plus élevé des ulus bulgares était exercé par le khan de la Horde d'or, et pendant son absence - les ulusbeks et les darugs, qui exerçaient des fonctions administratives, financières et militaires : contrôle de la perception des impôts et des taxes, accomplissement de diverses tâches et la loyauté de la population locale envers le nouveau gouvernement. Selon l'historien Izmailov, le territoire de l'ancienne Bulgarie de la Volga était divisé entre les clans tatars et ne représentait ni une possession unique ni autonome. Si au milieu du XIIIe siècle le système de pouvoir sur le territoire de la terre bulgare était directement subordonné au khan, alors dans le quatrième quart du XIIIe siècle, des changements importants se sont produits - l'émergence d'un nouveau système de pouvoir sur le territoire de la région de la Moyenne Volga, probablement causée par la guerre civile entre les khans de la Horde d'Or et le beklarbek Nogai.

## Liste des khans
Les chercheurs B. A. Ilyushin, D. M. Iskhakov et Z. A. Tychinskikh donnent la liste suivante des khans bulgares (ulus bievs) de la période de la Horde d'Or, :
- Gabdulla (? - 1361, selon Iskhakov et Tychinsky, Gabdulla était l'ulus biy de la terre bulgare jusqu'en 1361, date à laquelle il fut tué par Boulat-Timur) ;
- Boulat-Timur (1361-1367) ;
- Asan (? - 1370, mentionné par Ilyushin comme l'un des dirigeants de Bolgar en 1376-1377) ;
- Mahmet Saltan (1370 - ?, mentionné par Ilyushin comme l'un des dirigeants de Bolgar en 1376-1377) ;
- Bektut (mentionné par Ilyushin comme un « prince » lors de la campagne bulgare contre Viatka en 1391) ;
- Yentyak (mentionné par Ilyushin comme un « prince » tatar lors de la prise de Nijni Novgorod en 1395) ;
- Talych (mentionné par Iliouchine comme « prince » lors de l'incendie de Vladimir en 1419) ;
- Ali-bai (1370 - 1420, selon Iskhakov et Tychinsky ; mentionné dans les chroniques lors de la campagne bulgare contre les terres russes en 1428-1429 comme le prince Ali Baba ; mentionné par Ilyushin comme le dirigeant de la terre bulgare jusqu'à sa mort aux mains de Mahmutek en 1445).

## Histoire

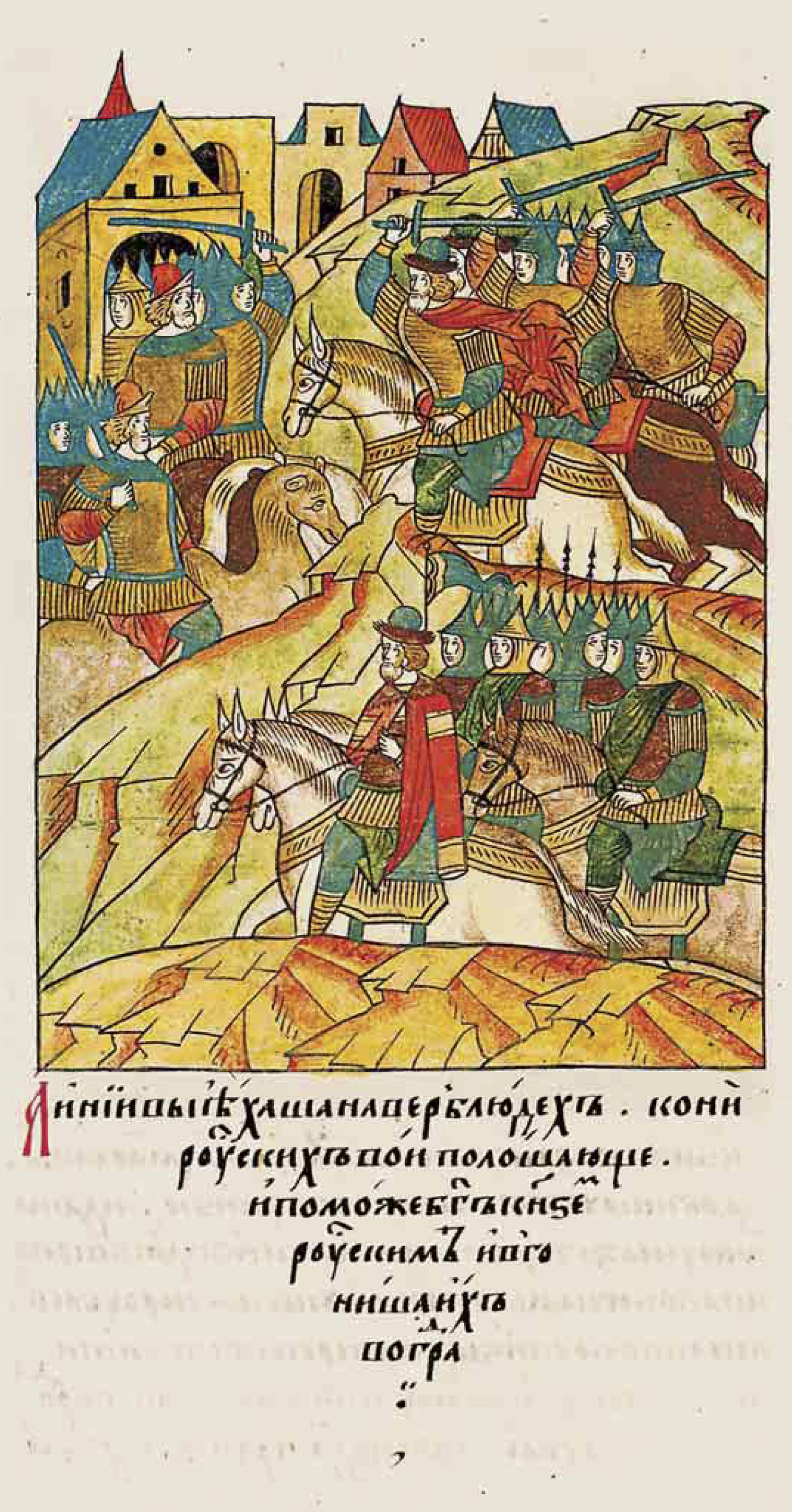
Campagne bulgare des princes russes

### Lectures complémentaires
- (ru) А. И. Бугарчев, Ранний вариант булгарских медных динаров XIII века (рус.), vol. 4, журнал, Поволжская археология,‎ 2021, p. 152-166.
- Надырова Х. Г. Архитектурно-пространственная организация столицы Булгарского Улуса Золотой Орды ― г. Болгара // Научные Проблемы архитектуры и дизайна. — 2003.
- Руденко К. А., Казаков Е. П. К вопросу о роли кочевников в развитии материальной культуры Волжской Булгарии и Булгарского улуса Золотой Орды (рус.) // Поволжская археология : журнал. — 2015. — № 4. — С. 152―166.
- Руденко К. А., «Черная смерть» и судьба Булгарского улуса Золотой Орды (археологические свидетельства) // Эпидемии и природные катаклизмы в Золотой Орде и на сопредельных территориях (XIII―XVI вв.). ― Казань : Институт истории им. Ш. Марджани АН РТ, 2018. ― p. 126―139.